# Alexandra Botez
Alexandra Botez   (Dallas, 24 de setembre de 1995) és una mestra FIDE nord-americana-canadenca, comentarista i estrella de streaming. Creadora de BotezLive, un dels canals d'escacs més populars de Twitch i YouTube.
Botez també va ser la primera dona presidenta del Stanford College Chess Club i va aparèixer a la CBS a causa de la seva enorme popularitat a les xarxes. Jugadora agressiva, Botez és actualment una de les deu millors jugadores femenines al Canadà.
Com a jugadora, ha guanyat cinc vegades el campionat nacional canadenc femení i l'US Girls nacionals dels Estats Units a l'edat de quinze anys. Va assolir la seva màxima puntuació Elo FIDE de 2092 al setembre de 2016 i actualment té el títol de Mestre FIDE Femení.
Botez va començar a transmetre contingut d'escacs en línia el 2016 mentre era estudiant a la Universitat Stanford. Ara gestiona els canals BotezLive amb la seva germana menor Andrea Botez, on tenen més de 900.000 seguidors a Twitch i més de 500.000 subscriptors a YouTube (agost 2021).
Botez ha explicat públicament les seves experiències amb el sexisme i la misogínia als torneigs d'escacs i ha defensat una major diversitat de gènere. Com a destacada figura femenina d'escacs, va ser elegida membre del Consell d'Administració de la Fundació Susan Polgar, una organització sense ànim de lucre amb l'objectiu de trencar les barreres de gènere en el joc mitjançant beques i premis.

## Vida personal
Botez va néixer el 24 de setembre de 1995, de pares romanesos que van fugir de la República Socialista de Romania. Tot i néixer a Dallas, Texas, es va traslladar a Vancouver, a la Colúmbia Britànica, al Canadà on es va criar. El pare de Botez la va introduir als escacs i va començar a entrenar-la quan tenia sis anys. Es va convertir en membre del club d'escacs del Centre comunitari romanès, Golden Knights, entrenada pel mestre d'escacs Valer Eugen Demian.

## Trajectòria
L'any 2004, Botez va guanyar el seu primer campionat nacional canadenc a l'edat de vuit anys. Va ser convocada per jugar a la selecció nacional canadenca el 2010 on va guanyar quatre títols nacionals juvenils canadencs més. Després de tornar als Estats Units, Botez guanyà els US Girls Nationals a l'edat de quinze anys i va representar dues vegades l'estat d'Oregon a la SPF Girls Invitational. El 2013, Botez aconseguí el títol de mestra FIDE Femení.
Després d'assistir a l'institut a Oregon, Botez va obtenir una beca d'escacs a la Universitat de Texas, a Dallas. Tanmateix, en decidir prioritzar els estudis, es va decantar per estudiar relacions internacionals a la Universitat Stanford. Durant el segon any del curs, el 2014, Botez es va convertir en la segona dona presidenta del Club d'Escacs de la Universitat Stanford després de Cindy Tsai el 2005. Es va graduar el 2017.
A més de la seva carrera d'escacs, Botez va exercir una breu etapa com a comentarista d'escacs. Va cobrir les finals de la Lliga d'escacs PRO 2018 i 2019, el campionat d'escacs per equips més popular, juntament amb els mestres internacionals Daniel Rensch, Anna Rudolf i Robert Hess.
A l'abril de 2021, Botez tenia una puntuació FIDE Elo de 2020 en escacs estàndard i 2059 en escacs blitz, situant-se entre els deu millors jugadores canadenques.